# Ёкояри, Мэнго
Мэнго Ёкояри (яп. 横槍 メンゴ Ёкояри Мэнго, род. 27 февраля 1988 года, префектура Миэ, Япония) — японская мангака и иллюстратор.

## Биография
Мэнго Ёкояри родилась 27 февраля 1988 года в префектуре Миэ. С раннего возраста стремилась стать автором манги и бросила обучение в старшей школе для того, чтобы стать ассистентом мангаки. Её дебютная работа под названием Shinken☆H Seminar! (яп. 真剣☆Hゼミ! Синкэн☆Этти дзэми!) была опубликована в 2009 году в журнале сэйдзин-манги War! Magazine издательства Sun Publishing. Опубликовав в данном журнале несколько работ, Ёкояри приступила к работе над мангой Haruwaka, которая публиковалась с августа 2010 по февраль 2012 года в журнале Comic Sumomo издательства Futabasha.
В январе 2012 года в журнале сэйнэн-манги Weekly Young Jump издательства Shueisha была опубликована первая глава-ваншот Kimi wa Midara na Boku no Joo за авторством Линна Окамото и с иллюстрациями Ёкояри. Манга стала популярной и в дальнейшем её выпуск продолжался с перерывами до августа 2017 года в трёх журналах линейки Jump.
В сентябре 2012 года в журнале Big Gangan издательства Square Enix началась публикация новой работы Ёкояри — манги Scum’s Wish. Дважды, в 2015 и 2016 годах, манга занимала одиннадцатое место в категории «Лучшая печатная манга» премии Next Manga Award. Scum’s Wish была завершена в марте 2017 года. В начале 2017 года на телеканале Fuji TV проходила трансляция аниме-сериала и дорамы, являющихся адаптациями сюжета манги.
23 апреля 2020 года, в специальном выпуске журнала Weekly Young Jump издательства Shueisha, началась публикация манги Oshi no Ko, автором сценария к которой выступил Ака Акасака, а иллюстратором стала Ёкояри. В августе 2021 года данная работа выиграла премию Next Manga Award в категории «Лучшая печатная манга». В апреле 2023 года состоялась премьера адаптации манги в формате аниме-сериала.
Помимо манги, Ёкояри также работает иллюстратором обложек песен, созданных при помощи программы Vocaloid.

## Художественный стиль
Для Ёкояри характерны мягкий и тонкий стиль рисовки, позволяющий читателям лучше проникнуться героями. По словам Ёкояри, рисуя женских персонажей, она уделяет особое внимание виду ресниц и создания «ощущения пушистости волос».
Работы Ёкояри часто содержат эротику. Ёкояри заявила, что ей нравится сэйдзин-манга и, поскольку она не испытывает никаких предубеждений в рисовании эротики, она сначала создаёт эротические иллюстрации в качестве «отправной точки в изображении красивых девушек». Ёкояри утверждает, что стремится создать «эротику, которую смогут читать и девушки».

## Работы
- Haruwaka (яп. はるわか Харувака) (2010—2012)
- Mokkai Shiyo? (яп. もっかいしよ？ Моккай сиё?) (2011)
- Kimi wa Midara na Boku no Joo (яп. 君は淫らな僕の女王 Кими ва мидара на боку но дзёо:) (2012—2017, сценарий: Линн Окамото)[6]
- Scum’s Wish (яп. クズの本懐 Кудзу но хонкай) (2012—2017)[9]
- Mega Heart (яп. めがはーと Мэга ха:то) (2013—2017)
- Retort Pouch! (яп. レトルトパウチ！ Рэторуто паути!) (2014—2018)[21]
- Issho Sukitte Yuttajan (яп. 一生好きってゆったじゃん Иссё: сукиттэ юттадзян) (2018—2020, сборник коротких историй)
- Oshi no Ko (яп. 【推しの子】 Оси но ко) (2020—2024, сценарий: Ака Акасака)[15]

### Спешлы иваншоты
- Fuyu Kitari naba, (яп. ふゆきたりなば、 Фую китари наба,) (2013, вошла в качестве шестой и последней истории во второй том антологии Cigarette Anthology)
- короткая история к манге I Am a Hero (2016, вошла в состав антологии I Am a Hero Official Anthology: 8 Tales of the ZQN)
- School Zone (яп. スクールゾーン Суку:ру дзо:н) (2017)[22]
- Okami ni Naritai (яп. 狼になりたい О:ками ни наритай) (2020)[23]